# 单群
数学上的单群（英語：Simple group）是指没有非平凡正规子群的群。任意一个群如果不是单群，都可以作进一步分解而得到一个非平凡正规子群及对应的商群。这个过程可以一直做下去。对于有限群，若尔当-赫尔德定理表明，这个分解过程可以得到该群的唯一的合成列（最多相差一个置换）。在2008年完成的有限單群分類工作是数学史上一个重要的里程碑。

## 定義
設 {\displaystyle (G,*)} 為群，如果其內的正規子群只有 {\displaystyle G} 本身與單位元{\displaystyle e}组成的群（平凡群）{\displaystyle \{e\}}，則稱之為单群。

## 例子

### 有限单群
循环群G = Z/3Z，即模3的同余类在加法运算下形成的群是单群。这是因为，若H是这个群的一个子群，则它的阶一定是群G的阶3的约数，因为3是素数，所以H只能是G或者平凡群。另一方面，群G=Z/12Z就不是单群。因为任意阿贝尔群的子群一定是正规子群，且12为合数，故很容易找到它的一个非平凡正规子群。例如，由模12余0，4，8的同余类组成的子群就是它的一个阶为3的正规子群。类似地，整数集 Z 与加法运算组成的群也不是单群，由偶数集2Z和加法组成的群是它的一个非平凡正规子群。
按照上面的方法可以证明，阿贝尔单群只有素数阶循环群。最小的非阿贝尔单群是交错群 {\displaystyle A_{5}} ，它的阶是60，而且可以证明每一个阶为60的单群都与 {\displaystyle A_{5}} 同构。第二小的非阿贝尔单群是射影特殊线性群{\displaystyle \mathrm {PSL} (2,7)} ，它的阶是168。可以证明，阶为168的单群都与 {\displaystyle \mathrm {PSL} (2,7)} 同构。
{\displaystyle \mathrm {PSL} (2,7)}是有限域上的典型群的一个例子，它也是一个有限阶李群。除了素数阶循环群、交错群和有限阶李群（包括典型群和例外或缠绕李群）之外的有限单群统称为散在群，详见有限单群分类。

### 无限阶单群
无限阶交错群，即由整数的所有偶置换组成的群{\displaystyle A_{\infty }}是单群。另一个无限阶单群的例子是域{\displaystyle F}上的射影特殊线性群{\displaystyle \mathrm {PSL} _{n}(F)}，其中 {\displaystyle n\geq 3}。
相比之下，要构造有限生成的无限阶单群就困难得多，最早的例子由格雷厄姆·希格曼提出，它是希格曼群的子群。 其它的例子包括湯普森群 T 和 V。有限表现无挠(torsion-free)的无限单群被伯格-莫泽什(Burger-Mozes)构建。

## 分类
到目前为止，未有对一般单群进行分类的方法。

### 有限单群
有限单群是很重要的，因为在一定意义上，它们是所有有限群的“基本组成部分”，有点类似于质数是整数的基本组成部分。

## 有限单群的结构
法伊特-湯普森定理声称，所有的奇数阶群都是可解群。 因此，除素数阶循环群外，所有有限单群的阶都是偶数。

## 群的非单性判据
西羅测试：设n为一正合数，p是它的一个素因子。 若在n的所有约数中只有 1 模p同余于 1，则不存在阶为n的单群。
证明：如n为一素数幂，则阶数为n的群有非平凡的中心，因而不是单群。若n不是素数幂，则阶数为n的群的每一个西罗子群都是真子群，由西羅第三定理可知， 阶数为n的群的西罗p-子群的个数模p同余于1且为n的约数。但由上面的假设，这样的数只有1，这表明该群只有一个西罗p-子群，因此，根据西罗定理，该西罗子群是正规子群。根据上面的讨论，它又是一个真子群，从而它是阶数为n的群的一个非平凡正规子群，所以阶数为n的群不是单群。
另一個證明一個群不是單群的方法是利用同態映射，因為對於一個群{\displaystyle G}而言，其子群{\displaystyle H}是正規子群，當且僅當{\displaystyle H}是某個關於{\displaystyle G}的同態映射的核。

## 重要性
「单群」之「單」在於它們不能再化約為較容易處理的群，因為正規子群 {\displaystyle H} 可以對將 {\displaystyle G} 的一部分研究化約為對商群 {\displaystyle G/H} 與 {\displaystyle H} 的研究，而對单群無法行此化約。
有限单群之於有限群論，一如素數之於整數論；它們可以被視為有限群的基本構件。

## 参阅
- 特征单群（英语：Characteristically simple group）
- 准单群（英语：Quasisimple group）
- 有限单群列表（英语：List of finite simple groups）

## 教科书
- Knapp, Anthony W., , Springer, 2006, ISBN 978-0-8176-3248-9
- Rotman, Joseph J., , Graduate texts in mathematics 148, Springer, 1995, ISBN 978-0-387-94285-8
- Smith, Geoff; Tabachnikova, Olga, , Springer undergraduate mathematics series 2, Springer, 2000, ISBN 978-1-85233-235-8